# モノイド環
抽象代数学におけるモノイド環（モノイドかん、英: monoid ring）あるいはモノイド多元環（モノイドたげんかん、英: monoid algebra; モノイド代数）は、（単位的）環とモノイドから構成される単位的多元環で、多項式環の概念を一般化するものである。
実際、環 R 上の一変数多項式環 R[x] は R と（0 を含む）自然数全体の成す（加法的）モノイド N （あるいは適当な不定元 x を用いて乗法的に書いた可換モノイド {xn  |  n ∈ N}）から得られるモノイド環 R[{xn}] であり、同様に（加法）モノイド Nn は n-変数の多項式環 R[Nn] =: R[X1, …, Xn] を与える。
与えられたモノイドがさらに群を成すとき、得られるモノイド環は群環と呼ばれる。

## 定義
R を環とし G をモノイドとする。以下の二つは本質的に同じ構造を定める。
1. G の R 上のモノイド環 R[G]（あるいは RG とも書く）は、G の元からなる R-係数の「形式和」全体の成す集合
{\displaystyle R[G]:=\left\{\sum _{g\in G}r_{g}\,g\mid r_{g}\in R,\,r_{g}=0{\text{ for all but finitely many }}g\in G\right\}}
を台集合とする。ここで右辺は各 g ∈ G に対して rg ∈ R であり、かつ有限個を除くすべての g に対して rg = 0 となるような和を元とする集合を意味するものである。環としての演算はこの台集合上に、加法は係数ごとの和（英語版）で入れて、乗法は（R と G とが元ごとに可換となるものとして）G における積を線型に拡張する。
2. R[G] は写像 φ: G → R でその台 supp(φ) = {g  |  φ(g) ≠ 0} が有限となるもの全体の成す集合
{\displaystyle R[G]:=\{\varphi \colon G\to R\mid |\operatorname {supp} (\varphi )|<\infty \}}
で、写像の通常の加法（英語版）と畳み込み
{\displaystyle (\phi \psi )(g)=\sum _{k\ell =g}\phi (k)\psi (\ell )}
を乗法として持つ環として定義できる[注 1]。

言い方を変えれば、前者の「形式和」の意味は後者の写像として理解される。
- R[G] は環として単位的である。実際、R の乗法単位元 1 と G の単位元 e に対して、1⋅e ∈ R[G] は上記乗法の単位元を与える。
- R[G] が環として可換となるのは、G が可換モノイドであるときである。
- 係数環の変更: 環 A, B とその間の環準同型 f: A → B に対して、モノイド環の間の準同型 F: A[G] → B[G] が (Fφ)(g) := f(φ(g))（形式和で書けば F(∑ rg⋅g) := ∑ f(rg)⋅g）とおくことにより一意的に定まる。

r ∈ R に対して元ごとのスカラー倍
{\displaystyle (r\phi )(g):=r(\phi (g))\qquad \left(r\sum _{g}r_{g}\cdot g:=\sum _{g}(rr_{g})g\right)}
を定義して R[G] は R 上の多元環になる。

## 普遍性
環 R とモノイド G が与えられると、各 r を r⋅1 （1 = 1G は G の単位元）に送る環準同型 α: R → R[G] と、各 g を 1⋅g （1 = 1R は R の乗法単位元）に送るモノイド準同型 β: G → R[G] （R[G] は乗法によりモノイドと見る）が存在するという意味で R と G は R[G] に標準的に埋め込めて、任意の r ∈ R と g ∈ G に対して α(r) と β(g) は常に可換となる。このとき、モノイド環の普遍性とは次のように述べられる。
モノイド環の普遍性
任意の環 S について、環準同型 α′: R → S およびモノイド準同型 β′: G → S （S は乗法についてモノイドと見る）の組で α′(r) と β′(g) (r ∈ R, g ∈ G) が常に可換となるものが与えられるならば、環準同型 γ: R[G] → S で γ ∘ α = α′ かつ γ ∘ β = β′ を満たすものが一意的に存在する。
圏論的に述べれば、モノイドの圏 Mon と結合的 R-多元環の圏 R-Alg に対して、函手 U: R-Alg → Mon を環にその乗法モノイドを対応させるものとすれば、標準的な埋め込み G → U(R[G]); g ↦ 1⋅g が普遍である。即ち R-多元環 A と任意のモノイド準同型 f: G → U(A) に対し F(∑
 rg⋅g) = ∑
 rg⋅f(g) となる F が一意に定まる。別な言い方をすれば、モノイドにモノイド環を対応させる函手は U の左随伴である。

## 添加
添加 (augmentation) とは次で定義される環準同型 η: R[G] → R である：
{\displaystyle \eta (\sum _{g\in G}r_{g}g)=\sum _{g\in G}r_{g}.}
η の核は添加イデアル (augmentation ideal) と呼ばれる。これは自由 R 加群で、すべての 1 ≠ g ∈ G に対する 1 − g からなる基底を持つ。

## 一般化
- G が半群であれば、同じ構成により半群環 (semigroup ring) R[G] が生じる。モノイド環は必ず単位的となるが、半群環は（半群に単位元の存在が必ずしも言えないから）そうでない。

A は環、G は全順序群、すなわち α < β かつ γ < δ ならば αγ < βδ を満たす群とするとき、
S(G,A) := {f: G → A  |  supp(f) が整列集合}
と置けば、S(G,A) は畳み込み積を乗法、成分ごとの和を加法として環を成す。A が体のとき S(G,A) は可除環になる。例えば G = Z を整数の通常の大小関係を順序とする全順序群とすれば、得られる環 S(Z,A) は A-係数形式ローラン級数環である。